# Список Героев Советского Союза (Скрылёв — Соболевский)
В настоящем списке представлены в алфавитном порядке все Герои Советского Союза, чьи фамилии начинаются с буквы «С» (всего 1165 человек, из них 19 удостоены звания дважды). Список содержит даты Указов Президиума Верховного Совета СССР о присвоении звания, информацию о роде войск, должности и воинском звании Героев на дату представления к присвоению звания Героя Советского Союза, годах их жизни.
- Персиковым цветом  в таблице выделены Герои, удостоенные звания дважды и более раз.
- Серым цветом  в таблице выделены Герои, представленные к званию посмертно.

| Навигационная таблица | Навигационная таблица                 |
| --------------------- | ------------------------------------- |
| «С»                   | Сабанов Григорий — Самсонов Владимир  |
| «С»                   | Самсонов Иван — Севрюков Алексей      |
| «С»                   | Севрюков Леонид — Сергиенков Дмитрий  |
| «С»                   | Сергов Алексей — Силантьев Николай    |
| «С»                   | Силин Николай — Скрылёв Алексей       |
| «С»                   | Скрылёв Виктор — Соболевский Анатолий |
| «С»                   | Собянин Гавриил — Сорокин Сергей      |
| «С»                   | Сорокин Фёдор — Степин Кузьма         |
| «С»                   | Степовой Арсентий — Сулин Семён       |
| «С»                   | Султанов Барый — Сябро Николай        |

| № п/п | Фамилия Имя Отчество                                                    | Дата Указа            | Род войск  | Должность | Звание                        | Годы жизни                                   | БС ГС НЛ                        |
| ----- | ----------------------------------------------------------------------- | --------------------- | ---------- | --- | ----------------------------- | -------------------------------------------- | ------------------------------- |
| 584   | Скрылёв Виктор Васильевич                                               | 07.08.1943            | артиллерия | командир огневого взвода 540-го лёгкого артиллерийского полка 16-й лёгкой артиллерийской бригады 4-го артиллерийского корпуса прорыва РГК в составе 13-й армии Центрального фронта | младший лейтенант             | 17.08.1922 — 06.04.1979                      | [ БС 1 ] [ ГС 1 ] [ НЛ 1 ]      |
| 585   | Скрыльников Павел Афанасьевич                                           | 24.03.1945            | связисты   | радист взвода управления 2-го дивизиона 103-го миномётного полка 3-й миномётной бригады 7-й артиллерийской дивизии прорыва РГК в составе 46-й армии 2-го Украинского фронта | младший сержант               | 07.07.1914 — 23.10.2000                      | [ БС 1 ] [ ГС 2 ] [ НЛ 2 ]      |
| 586   | Скрынников Степан Андреевич укр. Скринніков Степан Андрійович           | 24.03.1945            | пехота     | командир 40-го гвардейского стрелкового полка 11-й гвардейской стрелковой дивизии 11-й гвардейской армии 3-го Белорусского фронта | гвардии подполковник          | 14.07.1906 — 14.02.1968                      | [ БС 1 ] [ ГС 3 ] [ НЛ 3 ]      |
| 587   | Скрынько Василий Григорьевич укр. Скринько Василь Григорович            | 10.04.1945            | танкист    | командир танкового батальона 61-й гвардейской танковой бригады 10-го гвардейского танкового корпуса 4-й танковой армии 1-го Украинского фронта | гвардии капитан               | 11.08.1912 — 10.11.1984                      | [ БС 1 ] [ ГС 4 ] [ НЛ 4 ]      |
| 588   | Скрытников Константин Александрович                                     | 10.04.1945            | пехота     | командир отделения автоматчиков мотострелкового батальона 93-й отдельной танковой бригады 4-й гвардейской танковой армии 1-го Украинского фронта | старшина                      | 1909 — 10.02.1945                            | [ БС 1 ] [ ГС 5 ] [ НЛ 5 ]      |
| 589   | Скрябин Василий Александрович                                           | 15.05.1946            | пехота     | командир отделения взвода противотанковых ружей 1054-го стрелкового полка 301-й стрелковой дивизии 5-й ударной армии 1-го Белорусского фронта | младший сержант               | 03.02.1922 — 24.09.1993                      | [ БС 1 ] [ ГС 6 ] [ НЛ 6 ]      |
| 590   | Скрябин Виктор Иванович                                                 | 01.05.1943            | авиация    | заместитель командира и штурман эскадрильи 40-го гвардейского истребительного авиационного полка 217-й истребительной авиационной дивизии 4-й воздушной армии Северо-Кавказского фронта | гвардии старший лейтенант     | 08.01.1917 — 12.04.1943                      | [ БС 2 ] [ ГС 7 ] [ НЛ 7 ]      |
| 591   | Скугарь Владимир Антонович бел. Скугар Уладзімір Антонавіч              | 16.05.1944            | авиация    | заместитель командира эскадрильи 30-го разведывательного авиационного полка ВВС Черноморского флота | капитан                       | 15.07.1914 — 14.04.2006                      | [ БС 3 ] [ ГС 8 ] [ НЛ 8 ]      |
| 592   | Скуридин Иван Куприянович                                               | 13.02.1944            | пехота     | командир отделения 4-го стрелкового полка 98-й стрелковой дивизии 67-й армии Ленинградского фронта | старший сержант               | 21.08.1914 — 17.01.1944                      | [ БС 3 ] [ ГС 9 ] [ НЛ 9 ]      |
| 593   | Скусниченко Яков Соловьёвич укр. Скусніченко Яків Соловейович           | 17.10.1943            | комиссар   | заместитель по политической части командира батальона 498-го стрелкового полка 132-й стрелковой дивизии 60-й армии Центрального фронта | капитан                       | 05.02.1914 — 30.09.1943                      | [ БС 3 ] [ ГС 10 ] [ НЛ 10 ]    |
| 594   | Скушников Георгий Арсентьевич                                           | 29.10.1943            | пехота     | помощник командира взвода 529-го стрелкового полка 163-й стрелковой дивизии 38-й армии Воронежского фронта | старший сержант               | 1903 — 19.10.1943                            | [ БС 3 ] [ ГС 11 ] [ НЛ 11 ]    |
| 595   | Слабинюк Пётр Афанасьевич укр. Слабинюк Петро Опанасович                | 09.02.1944            | комиссар   | комсорг 286-го гвардейского зенитного артиллерийского полка 6-го гвардейского танкового корпуса 3-й гвардейской танковой армии 1-го Украинского фронта | гвардии старшина              | 1918 — 10.11.1943                            | [ БС 3 ] [ ГС 12 ] [ НЛ 12 ]    |
| 596   | Славгородский Георгий Васильевич укр. Славгородський Георгій Васильович | 27.06.1945            | пехота     | командир батальона 34-го гвардейского стрелкового полка 13-й гвардейской стрелковой дивизии 5-й гвардейской армии 1-го Украинского фронта | гвардии майор                 | 10.08.1914 — 26.01.1945                      | [ БС 3 ] [ ГС 13 ] [ НЛ 13 ]    |
| 597   | Славянский Иван Павлович                                                | 23.09.1944            | пехота     | командир батальона 479-го стрелкового полка 149-й стрелковой дивизии 3-й гвардейской армии 1-го Украинского фронта | майор                         | 25.06.1905 — 19.01.1973                      | [ БС 3 ] [ ГС 14 ] [ НЛ 14 ]    |
| 598   | Сластин Василий Никонович                                               | 30.10.1943            | инженер    | сапёр 4-го отдельного сапёрного батальона 193-й стрелковой дивизии 65-й армии Центрального фронта | красноармеец                  | 09.05.1908 — 30.07.1979                      | [ БС 4 ] [ ГС 15 ] [ НЛ 15 ]    |
| 599   | Сластихин Алексей Иванович                                              | 29.10.1943            | пехота     | командир взвода пешей разведки 529-го стрелкового полка 163-й стрелковой дивизии 38-й армии Воронежского фронта | младший лейтенант             | 03.08.1924 — 04.03.2009                      | [ БС 5 ] [ ГС 16 ] [ НЛ 16 ]    |
| 600   | Слащов Дмитрий Александрович                                            | 10.04.1945            | пехота     | командир пулемётного взвода 416-го стрелкового полка 112-й стрелковой дивизии 13-й армии 1-го Украинского фронта | лейтенант                     | 1924 — 08.04.1945                            | [ БС 5 ] [ ГС 17 ] [ НЛ 17 ]    |
| 601   | Слепанов Алексей Сергеевич                                              | 13.09.1944            | пехота     | разведчик 759-го стрелкового полка 163-й стрелковой дивизии 40-й армии 2-го Украинского фронта | красноармеец                  | 1923 — 29.09.1944                            | [ БС 5 ] [ ГС 18 ] [ НЛ 18 ]    |
| 602   | Слепанчук Константин Прокофьевич укр. Слепанчук Костянтин Прокопович    | 31.05.1945            | артиллерия | командир дивизиона 373-го артиллерийского полка 175-й стрелковой дивизии 47-й армии 1-го Белорусского фронта | майор                         | 20.05.1916 — 1992                            | [ БС 5 ] [ ГС 19 ] [ НЛ 19 ]    |
| 603   | Слепенков Яков Захарович                                                | 22.02.1943            | авиация    | командир 21-го истребительного авиационного полка 8-й авиационной бригады ВВС Балтийского флота | подполковник                  | 11.11.1910 — 13.08.1968                      | [ БС 5 ] [ ГС 20 ] [ НЛ 20 ]    |
| 604   | Слепнёв Маврикий Трофимович                                             | 20.04.1934            | авиация    | инженер-пилот авиационного управления Главсевморпути, участник операции по спасению экипажа парохода «Челюскин» | —                             | 27.06.1896 — 19.12.1965                      | ——                              |
| 605   | Сливка Антон Романович укр. Сливка Антон Романович                      | 04.02.1944            | авиация    | командир звена 118-й отдельной дальнеразведывательной авиационной эскадрильи 7-й воздушной армии Карельского фронта | старший лейтенант             | 09.08.1918 — 01.11.1992                      | [ БС 7 ] [ ГС 22 ] [ НЛ 21 ]    |
| 606   | Слизень Леонтий Николаевич                                              | 15.05.1946            | авиация    | командир эскадрильи 15-го истребительного авиационного полка 278-й истребительной авиационной дивизии 3-го истребительного авиационного корпуса 16-й воздушной армии 1-го Белорусского фронта | майор                         | 24.04.1918 — 13.01.1953                      | [ БС 7 ] [ ГС 23 ] [ НЛ 22 ]    |
| 607   | Слиц Антон Иванович бел. Сліц Антон Іванавіч                            | 21.07.1944            | пехота     | командир 42-й стрелковой дивизии 49-й армии 2-го Белорусского фронта | полковник                     | 05.05.1894 — 27.07.1945                      | [ БС 7 ] [ ГС 24 ] [ НЛ 23 ]    |
| 608   | Слободенюк Григорий Афанасьевич укр. Слободенюк Григорій Опанасович     | 10.04.1945            | пехота     | автоматчик разведывательной роты 17-й гвардейской механизированной бригады 6-го гвардейского механизированного корпуса 4-й танковой армии 1-го Украинского фронта | гвардии младший сержант       | 13.12.1925 — 26.10.2005                      | [ БС 7 ] [ ГС 25 ] [ НЛ 24 ]    |
| 609   | Слободенюк Иван Лукьянович укр. Слободенюк Іван Лук'янович              | 20.12.1943            | артиллерия | командир взвода управления 65-го гвардейского артиллерийского полка 36-й гвардейской стрелковой дивизии 57-й армии Степного фронта | гвардии старший лейтенант     | 25.04.1923 — 29.09.1943                      | [ БС 7 ] [ ГС 26 ] [ НЛ 25 ]    |
| 610   | Слободзян Василий Семёнович укр. Слободзян Василь Семенович             | 17.11.1939            | танкист    | механик-водитель танка БТ-5 207-го отдельного разведывательного батальона 6-й танковой бригады 1-й армейской группы | младший комвзвод              | 23.03.1916 — февраль 1942 (пропал без вести) | ——                              |
| 611   | Слободчиков Алексей Терентьевич укр. Слободчиков Олексій Терентійович   | 17.11.1943            | пехота     | командир батальона 1-го гвардейского стрелкового полка 2-й гвардейской стрелковой дивизии 56-й армии Северо-Кавказского фронта | гвардии майор                 | 19.09.1922 — 08.05.1944                      | [ БС 8 ] [ ГС 28 ] [ НЛ 26 ]    |
| 612   | Слободян Митрофан Лукьянович укр. Слободян Митрофан Лук'янович          | 15.05.1946            | комиссар   | парторг 59-го гвардейского кавалерийского полка 17-й гвардейской кавалерийской дивизии 2-го гвардейского кавалерийского корпуса 1-го Белорусского фронта | гвардии капитан               | 22.11.1918 — 29.10.1984                      | [ БС 9 ] [ ГС 29 ] [ НЛ 27 ]    |
| 613   | Слобоцков Михаил Михайлович                                             | 15.01.1944            | пехота     | пулемётчик 239-го гвардейского стрелкового полка 76-й гвардейской стрелковой дивизии 61-й армии Центрального фронта | гвардии красноармеец          | 04.12.1923 — 30.10.1977                      | [ БС 9 ] [ ГС 30 ] [ НЛ 28 ]    |
| 614   | Словнов Александр Иванович                                              | 07.04.1940            | пехота     | командир роты 69-го стрелкового полка 97-й стрелковой дивизии 13-й армии Северо-Западного фронта | лейтенант                     | 16.08.1914 — 13.03.1940                      | [ БС 9 ] [ ГС 31 ] [ НЛ 29 ]    |
| 615   | Слонский Евстафий Григорьевич бел. Слонскі Яўстафій Рыгоравіч           | 10.01.1944            | пехота     | заместитель командира 835-го стрелкового полка 237-й стрелковой дивизии 40-й армии Воронежского фронта | гвардии майор                 | 05.05.1896 — 28.09.1943                      | [ БС 9 ] [ ГС 32 ] [ НЛ 30 ]    |
| 616   | Слюнкин Виталий Семёнович                                               | 18.08.1945            | авиация    | командир 189-го гвардейского штурмового авиационного полка 196-й штурмовой авиационной дивизии 4-го штурмового авиационного корпуса 4-й воздушной армии 2-го Белорусского фронта | гвардии подполковник          | 28.12.1910 — 01.04.1987                      | [ БС 9 ] [ ГС 33 ] [ НЛ 31 ]    |
| 617   | Слюсарев Митрофан Григорьевич                                           | 14.02.1943            | танкист    | командир взвода танков КВ 203-го танкового батальона 89-й танковой бригады 1-го танкового корпуса Брянского фронта | лейтенант                     | 22.08.1910 — 04.07.1942                      | [ БС 9 ] [ ГС 34 ] [ НЛ 32 ]    |
| 618   | Слюсарев Сидор Васильевич                                               | 22.02.1939            | авиация    | командир эскадрильи скоростных бомбардировщиков ВВС Китайской Республики | капитан                       | 14.05.1906 — 11.12.1981                      | ——                              |
| 619   | Слюсаренко Захар Карпович укр. Слюсаренко Захар Карпович                | 23.09.1944 31.05.1945 | танкист    | командир 56-й гвардейской танковой бригады 7-го гвардейского танкового корпуса 3-й гвардейской танковой армии 1-го Украинского фронта | гвардии полковник             | 16.09.1907 — 06.04.1987                      | [ БС 10 ] [ ГС 36 ] [ НЛ 33 ]   |
| 620   | Слюсарь Альберт Евдокимович                                             | 15.11.1983            | генерал    | командир 103-й гвардейской воздушно-десантной дивизии в составе ограниченного контингента советских войск в Афганистане | гвардии генерал-майор         | 10.11.1939 — 11.11.2017                      | ——                              |
| 621   | Смавзюк Леонтий Семёнович укр. Смавзюк Леонтій Семенович                | 13.09.1944            | комиссар   | заместитель по политической части командира 136-го гвардейского стрелкового полка 42-й гвардейской стрелковой дивизии 40-й армии 2-го Украинского фронта | гвардии майор                 | 05.05.1902 — 17.03.1944                      | [ БС 11 ] [ ГС 38 ] [ НЛ 34 ]   |
| 622   | Смазнов Виктор Викторович                                               | 23.02.1948            | авиация    | помощник по воздушно-стрелковой службе командира 197-го истребительного авиационного полка 178-й истребительной авиационной дивизии ВВС Харьковского военного округа | гвардии старший лейтенант     | 24.08.1920 — 25.11.1979                      | [ БС 11 ] [ ГС 39 ] [ НЛ 35 ]   |
| 623   | Смелов Александр Иванович                                               | 27.02.1945            | кавалерия  | командир эскадрона 55-го гвардейского кавалерийского полка 15-й гвардейской кавалерийской дивизии 7-го гвардейского кавалерийского корпуса 1-го Белорусского фронта | гвардии старший лейтенант     | 11.07.1913 — 26.03.1985                      | [ БС 11 ] [ ГС 40 ] [ НЛ 36 ]   |
| 624   | Сметанин Владимир Сергеевич                                             | 24.03.1945            | пехота     | заместитель командира 48-го гвардейского стрелкового полка 17-й гвардейской стрелковой дивизии 39-й армии 3-го Белорусского фронта | гвардии подполковник          | 02.07.1917 — 26.06.1944                      | [ БС 11 ] [ ГС 41 ] [ НЛ 37 ]   |
| 625   | Сметанин Григорий Андреевич                                             | 23.02.1945            | авиация    | старший лётчик-наблюдатель 10-го отдельного разведывательного авиационного полка 1-й воздушной армии 3-го Белорусского фронта | капитан                       | 22.01.1918 — 20.11.1987                      | [ БС 11 ] [ ГС 42 ] [ НЛ 38 ]   |
| 626   | Сметанин Михаил Дмитриевич                                              | 24.03.1945            | пехота     | автоматчик 696-го стрелкового полка 383-й стрелковой дивизии 33-й армии 1-го Белорусского фронта | красноармеец                  | 1926 — 21.12.1974                            | [ БС 11 ] [ ГС 43 ] [ НЛ 39 ]   |
| 627   | Сметнёв Яков Михайлович                                                 | 24.03.1945            | пехота     | снайпер 210-го гвардейского стрелкового полка 71-й гвардейской стрелковой дивизии 6-й гвардейской армии 1-го Прибалтийского фронта | гвардии старшина              | 19.10.1915 — 21.11.2001                      | [ БС 12 ] [ ГС 44 ] [ НЛ 40 ]   |
| 628   | Смильский Михаил Иванович укр. Смільський Михайло Іванович              | 01.05.1943            | авиация    | командир эскадрильи 504-го штурмового авиационного полка 226-й штурмовой авиационной дивизии 8-й воздушной армии Южного фронта | старший лейтенант             | 05.09.1920 — 01.11.1990                      | [ БС 13 ] [ ГС 45 ] [ НЛ 41 ]   |
| 629   | Смирнов Александр Фёдорович                                             | 24.03.1945            | пехота     | командир батальона 1234-го стрелкового полка 370-й стрелковой дивизии 69-й армии 1-го Белорусского фронта | майор                         | 01.07.1906 — 24.08.1985                      | [ БС 13 ] [ ГС 46 ] [ НЛ 42 ]   |
| 630   | Смирнов Александр Яковлевич                                             | 27.02.1945            | инженер    | командир роты 83-го штурмового инженерно-сапёрного батальона 17-й штурмовой инженерно-сапёрной бригады РГК в составе 5-й ударной армии 1-го Белорусского фронта | лейтенант                     | 20.05.1921 — 21.01.1975                      | [ БС 13 ] [ ГС 47 ] [ НЛ 43 ]   |
| 631   | Смирнов Алексей Ефимович                                                | 29.06.1945            | инженер    | исполняющий обязанности командира 236-го инженерно-сапёрного батальона 48-й инженерно-сапёрной бригады 70-й армии 2-го Белорусского фронта | капитан                       | 15.01.1913 — 20.02.1997                      | [ БС 13 ] [ ГС 48 ] [ НЛ 44 ]   |
| 632   | Смирнов Алексей Пантелеевич                                             | 05.11.1942            | авиация    | командир эскадрильи 99-го ближне-бомбардировочного авиационного полка 270-й бомбардировочной авиационной дивизии 8-й воздушной армии Сталинградского фронта | капитан                       | 17.03.1917 — 06.07.2005                      | [ БС 13 ] [ ГС 49 ] [ НЛ 45 ]   |
| 633   | Смирнов Алексей Семёнович                                               | 28.09.1943 23.02.1945 | авиация    | заместитель командира эскадрильи 28-го гвардейского истребительного авиационного полка 5-й гвардейской истребительной авиационной дивизии 6-й воздушной армии Северо-Западного фронта командир эскадрильи 28-го гвардейского истребительного авиационного полка 5-й гвардейской истребительной авиационной дивизии 11-го истребительного авиационного корпуса 3-й воздушной армии 1-го Прибалтийского фронта | гвардии капитан гвардии майор | 07.02.1917 — 07.08.1987                      | [ БС 13 ] [ ГС 50 ] [ НЛ 46 ]   |
| 634   | Смирнов Анатолий Васильевич                                             | 29.06.1945            | авиация    | заместитель командира эскадрильи 6-го гвардейского отдельного штурмового авиационного полка 3-й воздушной армии 1-го Прибалтийского фронта | гвардии старший лейтенант     | 09.11.1919 — 17.02.2005                      | [ БС 14 ] [ ГС 51 ] [ НЛ 47 ]   |
| 635   | Смирнов Аркадий Александрович                                           | 15.05.1946            | кавалерия  | командир 15-го гвардейского кавалерийского полка 4-й гвардейской кавалерийской дивизии 2-го гвардейского кавалерийского корпуса 1-го Белорусского фронта | гвардии полковник             | 08.04.1909 — 18.11.1959                      | [ БС 15 ] [ ГС 52 ] [ НЛ 48 ]   |
| 636   | Смирнов Борис Александрович                                             | 17.11.1939            | авиация    | инспектор по технике пилотирования 70-го истребительного авиационного полка 100-й смешанной авиационной бригады 1-й армейской группы | майор                         | 18.10.1910 — 17.05.1984                      | ——                              |
| 637   | Смирнов Борис Александрович                                             | 21.02.1945            | артиллерия | командир орудия 306-го отдельного истребительно-противотанкового дивизиона 247-й стрелковой дивизии 69-й армии 1-го Белорусского фронта | старший сержант               | 03.02.1921 — 17.08.1949                      | [ БС 15 ] [ ГС 54 ] [ НЛ 49 ]   |
| 638   | Смирнов Василий Алексеевич                                              | 22.02.1944            | связисты   | начальник радиостанции роты связи 78-го гвардейского стрелкового полка 25-й гвардейской стрелковой дивизии 6-й армии Юго-Западного фронта | гвардии красноармеец          | 14.01.1922 — 10.02.2011                      | [ БС 15 ] [ ГС 55 ] [ НЛ 50 ]   |
| 639   | Смирнов Василий Иванович                                                | 09.02.1944            | артиллерия | командир дивизиона 805-го гаубичного артиллерийского полка РГК в составе 38-й армии 1-го Украинского фронта | капитан                       | 1917 — 24.07.1944                            | [ БС 16 ] [ ГС 56 ] [ НЛ 51 ]   |
| 640   | Смирнов Виктор Петрович                                                 | 08.02.1943            | авиация    | пилот 629-го истребительного авиационного полка 102-й истребительной авиационной дивизии Сталинградского корпусного района ПВО | старшина                      | 01.07.1921 — 02.10.1942                      | [ БС 17 ] [ ГС 57 ] [ НЛ 52 ]   |
| 641   | Смирнов Виталий Степанович                                              | 10.04.1945            | пехота     | командир пулемётного взвода 29-й гвардейской мотострелковой бригады 10-го гвардейского танкового корпуса 4-й танковой армии 1-го Украинского фронта | гвардии младший лейтенант     | 16.04.1924 — 13.03.2013                      | [ БС 17 ] [ ГС 58 ] [ НЛ 53 ]   |
| 642   | Смирнов Владимир Антонович                                              | 13.04.1944            | авиация    | штурман эскадрильи 72-го разведывательного авиационного полка 6-й воздушной армии Северо-Западного фронта | капитан                       | 10.08.1920 — 09.07.1944                      | [ БС 17 ] [ ГС 59 ] [ НЛ 54 ]   |
| 643   | Смирнов Владимир Васильевич                                             | 21.03.1940            | авиация    | командир 50-го скоростного бомбардировочного авиационного полка 18-й скоростной бомбардировочной авиационной бригады ВВС 7-й армии Северо-Западного фронта | майор                         | 18.12.1902 — 27.07.1943                      | [ БС 17 ] [ ГС 60 ] [ НЛ 55 ]   |
| 644   | Смирнов Владимир Ефимович                                               | 04.06.1944            | пехота     | командир отделения отдельного лыжного батальона 9-й гвардейской стрелковой дивизии 39-й армии 1-го Прибалтийского фронта | гвардии старший сержант       | 18.11.1924 — 14.11.1943                      | [ БС 17 ] [ ГС 61 ] [ НЛ 56 ]   |
| 645   | Смирнов Вячеслав Васильевич                                             | 04.06.1944            | пехота     | пулемётчик 153-го гвардейского стрелкового полка 52-й гвардейской стрелковой дивизии 6-й гвардейской армии 2-го Прибалтийского фронта | гвардии сержант               | 1925 — 11.11.1943                            | [ БС 17 ] [ ГС 62 ] [ НЛ 57 ]   |
| 646   | Смирнов Григорий Яковлевич                                              | 24.03.1945            | инженер    | командир 37-го понтонно-мостового батальона 43-й армии 1-го Прибалтийского фронта | майор                         | 13.02.1913 — 30.01.1990                      | [ БС 17 ] [ ГС 63 ] [ НЛ 58 ]   |
| 647   | Смирнов Дмитрий Иванович                                                | 04.02.1944            | авиация    | командир эскадрильи 431-го штурмового авиационного полка 299-й штурмовой авиационной дивизии 16-й воздушной армии Белорусского фронта | старший лейтенант             | 09.08.1918 — 07.09.1982                      | [ БС 18 ] [ ГС 64 ] [ НЛ 59 ]   |
| 648   | Смирнов Дмитрий Иванович                                                | 21.07.1944            | генерал    | командир 121-го стрелкового корпуса 50-й армии 2-го Белорусского фронта | генерал-майор                 | 26.07.1901 — 17.03.1975                      | [ БС 19 ] [ ГС 65 ] [ НЛ 60 ]   |
| 649   | Смирнов Дмитрий Михайлович                                              | 26.10.1944            | артиллерия | командир взвода управления батареи 179-го гвардейского артиллерийско-миномётного полка 3-й гвардейской кавалерийской дивизии 2-го гвардейского кавалерийского корпуса 1-го Белорусского фронта | гвардии лейтенант             | 20.02.1922 — 25.12.1989                      | [ БС 19 ] [ ГС 66 ] [ НЛ 61 ]   |
| 650   | Смирнов Дмитрий Николаевич                                              | 17.11.1943            | пехота     | командир отделения взвода разведки 69-й механизированной бригады 9-го механизированного корпуса 3-й гвардейской танковой армии Воронежского фронта | старший сержант               | 25.10.1915 — 25.10.1996                      | [ БС 19 ] [ ГС 67 ] [ НЛ 62 ]   |
| 651   | Смирнов Иван Михайлович                                                 | 24.03.1945            | инженер    | командир отделения 103-го отдельного моторизированного понтонно-мостового батальона 1-й понтонно-мостовой бригады РГК в составе 46-й армии 3-го Украинского фронта | старший сержант               | 31.08.1921 — 05.12.1944                      | [ БС 19 ] [ ГС 68 ] [ НЛ 63 ]   |
| 652   | Смирнов Иван Фёдорович                                                  | 22.02.1944            | артиллерия | командир огневого взвода 130-го отдельного истребительно-противотанкового дивизиона 254-й стрелковой дивизии 52-й армии 2-го Украинского фронта | сержант                       | 19.10.1919 — 18.12.1943                      | [ БС 19 ] [ ГС 69 ] [ НЛ 64 ]   |
| 653   | Смирнов Клавдий Константинович                                          | 19.03.1944            | пехота     | командир отделения 62-го отдельного мотоциклетного батальона 4-го гвардейского механизированного корпуса Южного фронта | сержант                       | 1915 — 22.08.1943                            | [ БС 19 ] [ ГС 70 ] [ НЛ 65 ]   |
| 654   | Смирнов Константин Александрович                                        | 13.09.1944            | танкист    | командир танка Т-34 11-й гвардейской отдельной танковой бригады 2-й танковой армии 2-го Украинского фронта | гвардии младший лейтенант     | 23.09.1916 — 09.03.1944                      | [ БС 20 ] [ ГС 71 ] [ НЛ 66 ]   |
| 655   | Смирнов Константин Григорьевич                                          | 24.03.1945            | пехота     | командир пулемётной роты 33-го гвардейского стрелкового полка 11-й гвардейской стрелковой дивизии 11-й гвардейской армии 3-го Белорусского фронта | гвардии старший лейтенант     | 27.01.1922 — 17.11.1989                      | [ БС 21 ] [ ГС 72 ] [ НЛ 67 ]   |
| 656   | Смирнов Михаил Евгеньевич                                               | 24.03.1945            | пехота     | командир отделения 787-го стрелкового полка 222-й стрелковой дивизии 33-й армии 3-го Белорусского фронта | сержант                       | 06.11.1925 — 28.07.1944                      | [ БС 21 ] [ ГС 73 ] [ НЛ 68 ]   |
| 657   | Смирнов Николай Александрович                                           | 19.04.1945            | артиллерия | командир орудия 560-го артиллерийского полка 319-й стрелковой дивизии 43-й армии 3-го Белорусского фронта | сержант                       | 15.01.1917 — 28.06.1965                      | [ БС 21 ] [ ГС 74 ] [ НЛ 69 ]   |
| 658   | Смирнов Николай Андреевич                                               | 16.10.1943            | пехота     | командир 25-го гвардейского стрелкового полка 6-й гвардейской стрелковой дивизии 13-й армии Центрального фронта | гвардии подполковник          | 25.10.1913 — 02.04.1970                      | [ БС 21 ] [ ГС 75 ] [ НЛ 70 ]   |
| 659   | Смирнов Николай Андреевич                                               | 13.09.1944            | пехота     | помощник командира взвода 748-го стрелкового полка 206-й стрелковой дивизии 27-й армии 2-го Украинского фронта | сержант                       | 09.04.1916 — 27.11.1978                      | [ БС 21 ] [ ГС 76 ] [ НЛ 71 ]   |
| 660   | Смирнов Николай Иванович                                                | 17.02.1984            | адмирал    | первый заместитель главнокомандующего Военно-морским флотом СССР | адмирал флота                 | 05.10.1917 — 08.07.1992                      | ——                              |
| 661   | Смирнов Николай Фёдорович                                               | 30.10.1943            | инженер    | сапёр 233-го отдельного сапёрного батальона 149-й стрелковой дивизии 65-й армии Центрального фронта | ефрейтор                      | 12.11.1907 — 15.10.1943                      | [ БС 21 ] [ ГС 78 ] [ НЛ 72 ]   |
| 662   | Смирнов Николай Фёдорович                                               | 01.05.1943            | авиация    | командир звена 366-го бомбардировочного авиационного полка 219-й бомбардировочной авиационной дивизии 4-й воздушной армии Закавказского фронта | старший лейтенант             | 22.05.1915 — 04.01.2000                      | [ БС 22 ] [ ГС 79 ] [ НЛ 73 ]   |
| 663   | Смирнов Николай Яковлевич                                               | 30.10.1943            | пехота     | командир взвода 43-го стрелкового полка 106-й стрелковой дивизии 65-й армии Центрального фронта | старший сержант               | 19.07.1920 — 19.03.1979                      | [ БС 23 ] [ ГС 80 ] [ НЛ 74 ]   |
| 664   | Смирнов Олег Николаевич                                                 | 18.08.1945            | авиация    | заместитель командира эскадрильи 31-го истребительного авиационного полка 295-й истребительной авиационной дивизии 17-й воздушной армии 3-го Украинского фронта | старший лейтенант             | 11.07.1919 — 24.10.1994                      | [ БС 23 ] [ ГС 81 ] [ НЛ 75 ]   |
| 665   | Смирнов Павел Михайлович                                                | 23.09.1943            | танкист    | старший механик-водитель танка КВ 344-го танкового батальона 91-й отдельной танковой бригады Донского фронта | старшина                      | 1908 — 21.01.1943                            | [ БС 23 ] [ ГС 82 ] [ НЛ 76 ]   |
| 666   | Смирнов Сергей Григорьевич                                              | 30.10.1943            | пехота     | командир 236-го стрелкового полка 106-й стрелковой дивизии 65-й армии Центрального фронта | полковник                     | 20.10.1902 — 15.10.1943                      | [ БС 23 ] [ ГС 83 ] [ НЛ 77 ]   |
| 667   | Смирнов Сергей Иванович                                                 | 24.03.1945            | пехота     | помощник командира взвода 95-го стрелкового полка 14-й стрелковой дивизии 14-й армии Карельского фронта | сержант                       | 01.10.1920 — 25.12.1984                      | [ БС 23 ] [ ГС 84 ] [ НЛ 78 ]   |
| 668   | Смирнов Фёдор Андреевич                                                 | 24.03.1945            | артиллерия | командир огневого взвода 873-го армейского истребительно-противотанкового артиллерийского полка 33-й армии 3-го Белорусского фронта | старший лейтенант             | 22.02.1914 — 05.07.1944                      | [ БС 23 ] [ ГС 85 ] [ НЛ 79 ]   |
| 669   | Смирнов Юрий Васильевич                                                 | 06.10.1944            | пехота     | стрелок 77-го гвардейского стрелкового полка 26-й гвардейской стрелковой дивизии 11-й гвардейской армии 3-го Белорусского фронта | гвардии красноармеец          | 02.09.1925 — 25.06.1944                      | [ БС 24 ] [ ГС 86 ] [ НЛ 80 ]   |
| 670   | Смирнова Мария Васильевна                                               | 26.10.1944            | авиация    | командир эскадрильи 46-го гвардейского ночного бомбардировочного авиационного полка 325-й бомбардировочной авиационной дивизии 4-й воздушной армии 2-го Белорусского фронта | гвардии капитан               | 31.03.1920 — 10.07.2002                      | [ БС 25 ] [ ГС 87 ] [ НЛ 81 ]   |
| 671   | Смирных Леонид Владимирович                                             | 08.09.1945            | пехота     | командир батальона 179-го стрелкового полка 79-й стрелковой дивизии 16-й армии 2-го Дальневосточного фронта | капитан                       | 14.04.1913 — 16.08.1945                      | [ БС 25 ] [ ГС 88 ] [ НЛ 82 ]   |
| 672   | Смищук Роман Семёнович укр. Сміщук Роман Семенович                      | 12.06.1944            | пехота     | стрелок 2-го стрелкового полка 50-й стрелковой дивизии 52-й армии 2-го Украинского фронта | красноармеец                  | 18.11.1900 — 29.10.1969                      | [ БС 25 ] [ ГС 89 ] [ НЛ 83 ]   |
| 673   | Смоленский Сергей Михайлович                                            | 22.02.1944            | пехота     | стрелок 610-го стрелкового полка 203-й стрелковой дивизии 12-й армии 3-го Украинского фронта | красноармеец                  | 09.10.1913 — 25.10.1943                      | [ БС 25 ] [ ГС 90 ] [ НЛ 84 ]   |
| 674   | Смолин Александр Сергеевич                                              | 31.05.1945            | артиллерия | командир батареи 282-го гвардейского истребительно-противотанкового артиллерийского полка 3-й гвардейской отдельной истребительно-противотанковой артиллерийской бригады РГК в составе 5-й ударной армии 1-го Белорусского фронта | гвардии старший лейтенант     | 03.10.1924 — 30.10.1946                      | [ БС 25 ] [ ГС 91 ] [ НЛ 85 ]   |
| 675   | Смоляков Абрам Ефимович                                                 | 24.12.1943            | комиссар   | заместитель по политической части командира 1177-го истребительно-противотанкового артиллерийского полка 7-й гвардейской отдельной истребительно-противотанковой артиллерийской бригады РГК в составе 47-й армии Воронежского фронта | майор                         | 29.05.1908 — 03.10.1943                      | [ БС 26 ] [ ГС 92 ] [ НЛ 86 ]   |
| 676   | Смоляков Иван Ильич                                                     | 24.03.1945            | артиллерия | командир батареи 877-го гаубичного артиллерийского полка 25-й гаубичной артиллерийской бригады 7-й артиллерийской дивизии прорыва РГК в составе 46-й армии 2-го Украинского фронта | старший лейтенант             | 22.10.1920 — 25.04.1980                      | [ БС 27 ] [ ГС 93 ] [ НЛ 87 ]   |
| 677   | Смоляных Василий Иванович                                               | 24.03.1945            | пехота     | командир роты 133-го гвардейского стрелкового полка 44-й гвардейской стрелковой дивизии 65-й армии 1-го Белорусского фронта | гвардии старший лейтенант     | 25.10.1923 — 01.01.1953                      | [ БС 27 ] [ ГС 94 ] [ НЛ 88 ]   |
| 678   | Смолячков Феодосий Артемьевич бел. Смалячкоў Фядосій Арцёмавіч          | 06.02.1942            | пехота     | снайпер 14-й отдельной мотострелковой разведывательной роты 13-й стрелковой дивизии 42-й армии Ленинградского фронта | красноармеец                  | 12.07.1923 — 15.01.1942                      | [ БС 27 ] [ ГС 95 ] [ НЛ 89 ]   |
| 679   | Сморчков Александр Павлович                                             | 13.11.1951            | авиация    | лётчик-инспектор по технике пилотирования и заместитель командира 18-го гвардейского истребительного авиационного полка 303-й истребительной авиационной дивизии 64-го истребительного авиационного корпуса | гвардии подполковник          | 29.11.1919 — 16.11.1998                      | ——                              |
| 680   | Сморчков Никита Иванович                                                | 23.02.1945            | авиация    | командир эскадрильи 167-го гвардейского штурмового авиационного полка 10-й гвардейской штурмовой авиационной дивизии 17-й воздушной армии 3-го Украинского фронта | гвардии капитан               | 30.04.1916 — 07.09.2002                      | [ БС 27 ] [ ГС 97 ] [ НЛ 90 ]   |
| 681   | Смушкевич Яков Владимирович                                             | 21.06.1937 17.11.1939 | авиация    | старший военный советник по авиации Испанской республиканской армии командир авиационной группы 1-й армейской группы | комбриг комкор                | 14.04.1902 — 28.10.1941                      | ——                              |
| 682   | Смышляев Афанасий Спиридонович                                          | 29.06.1945            | пехота     | командир отделения 1288-го стрелкового полка 113-й стрелковой дивизии 57-й армии 3-го Украинского фронта | старший сержант               | 1918 — 07.03.1945                            | [ БС 27 ] [ ГС 99 ] [ НЛ 91 ]   |
| 683   | Снагощенко Василий Гаврилович укр. Снагощенко Василь Гаврилович         | 21.03.1940            | комиссар   | политрук роты 27-го стрелкового полка 7-й стрелковой дивизии 7-й армии Северо-Западного фронта | политрук                      | 1912 — 13.02.1940                            | [ БС 28 ] [ ГС 100 ] [ НЛ 92 ]  |
| 684   | Снесарёв Владимир Семёнович                                             | 16.05.1944            | авиация    | командир эскадрильи 11-го гвардейского истребительного авиационного полка 1-й минно-торпедной авиационной дивизии ВВС Черноморского флота | гвардии старший лейтенант     | 15.07.1914 — 13.08.1995                      | [ БС 29 ] [ ГС 101 ] [ НЛ 93 ]  |
| 685   | Снитко Иван Никитович укр. Снітко Іван Микитович                        | 24.03.1945            | пехота     | заместитель командира батальона 291-го стрелкового полка 63-й стрелковой дивизии 5-й армии 3-го Белорусского фронта | гвардии капитан               | 06.04.1909 — 31.07.1944                      | [ БС 29 ] [ ГС 102 ] [ НЛ 94 ]  |
| 686   | Сноплян Амаяк Артынович арм. Սնոպլյան Հմայակ                            | 24.03.1945            | пехота     | командир отделения 77-го гвардейского стрелкового полка 26-й гвардейской стрелковой дивизии 11-й гвардейской армии 3-го Белорусского фронта | гвардии старшина              | 26.10.1907 — 27.12.1985                      | [ БС 29 ] [ ГС 103 ] [ НЛ 95 ]  |
| 687   | Собина́ Василий Васильевич (Собин Василий Васильевич)                    | 19.08.1944            | авиация    | командир эскадрильи 88-го истребительного авиационного полка 229-й истребительной авиационной дивизии 4-й воздушной армии | лейтенант                     | 07.08.1923 — 08.02.1944                      | [ БС 29 ] [ ГС 104 ] [ НЛ 96 ]  |
| 688   | Собко Иван Кузьмич укр. Собко Іван Кузьмич                              | 15.01.1944            | пехота     | командир пулемётной роты 234-го гвардейского стрелкового полка 76-й гвардейской стрелковой дивизии 61-й армии Центрального фронта | гвардии старший лейтенант     | 23.02.1919 — 28.03.1978                      | [ БС 29 ] [ ГС 105 ] [ НЛ 97 ]  |
| 689   | Собко Максим Ильич                                                      | 13.11.1943            | инженер    | командир отделения 180-го отдельного сапёрного батальона 167-й стрелковой дивизии 38-й армии Воронежского фронта | младший сержант               | 1908 — 23.05.1944                            | [ БС 29 ] [ ГС 106 ] [ НЛ 98 ]  |
| 690   | Собковский Григорий Платонович укр. Собковський Григорій Платонович     | 15.05.1946            | авиация    | лётчик-наблюдатель 16-го отдельного дальнеразведывательного авиационного полка 16-й воздушной армии 1-го Белорусского фронта | старший лейтенант             | 21.06.1921 — 12.01.1977                      | [ БС 29 ] [ ГС 107 ] [ НЛ 99 ]  |
| 691   | Соболев Афанасий Петрович                                               | 24.08.1943            | авиация    | временно исполняющий должность командира 2-го гвардейского истребительного авиационного полка 215-й истребительной авиационной дивизии 2-го истребительного авиационного корпуса 1-й воздушной армии Западного фронта | гвардии капитан               | 01.05.1919 — 10.02.1958                      | [ БС 30 ] [ ГС 108 ] [ НЛ 100 ] |
| 692   | Соболев Виталий Максимович                                              | 23.09.1944            | пехота     | разведчик 416-й отдельной разведывательной роты 350-й стрелковой дивизии 13-й армии 1-го Украинского фронта | гвардии сержант               | 30.10.1923 — 28.10.1993                      | [ БС 31 ] [ ГС 109 ] [ НЛ 101 ] |
| 693   | Соболев Дмитрий Филиппович                                              | 28.04.1945            | десантники | командир 1-й гвардейской воздушно-десантной дивизии 53-й армии 2-го Украинского фронта | гвардии полковник             | 23.02.1903 — 04.03.1986                      | [ БС 31 ] [ ГС 110 ] [ НЛ 102 ] |
| 694   | Соболев Иван Павлович бел. Собалеў Іван Паўлавіч                        | 26.10.1943            | инженер    | командир 19-го отдельного моторизированного понтонно-мостового батальона 7-й гвардейской армии Степного фронта | подполковник                  | 11.11.1907 — 27.10.1989                      | [ БС 31 ] [ ГС 111 ] [ НЛ 103 ] |
| 695   | Соболев Константин Фёдорович                                            | 15.05.1946            | авиация    | командир эскадрильи 171-го истребительного авиационного полка 315-й истребительной авиационной дивизии 14-го истребительного авиационного корпуса 15-й воздушной армии Ленинградского фронта | майор                         | 07.08.1920 — 09.02.1965                      | [ БС 31 ] [ ГС 112 ] [ НЛ 104 ] |
| 696   | Соболев Михаил Иванович                                                 | 31.05.1945            | артиллерия | командир 9-й гаубичной артиллерийской бригады 5-й артиллерийской дивизии прорыва РГК в составе 3-й ударной армии 1-го Белорусского фронта | гвардии полковник             | 28.12.1909 — 30.05.1980                      | [ БС 31 ] [ ГС 113 ] [ НЛ 105 ] |
| 697   | Соболев Николай Алексеевич                                              | 01.07.1944            | авиация    | командир звена 237-го штурмового авиационного полка 305-й штурмовой авиационной дивизии 9-го смешанного авиационного корпуса 17-й воздушной армии 3-го Украинского фронта | старший лейтенант             | 09.12.1921 — 13.01.1996                      | [ БС 31 ] [ ГС 114 ] [ НЛ 106 ] |
| 698   | Соболев Николай Леонтьевич                                              | 17.10.1943            | пехота     | командир взвода противотанковых ружей 57-й гвардейской танковой бригады 7-го гвардейского механизированного корпуса 60-й армии Центрального фронта | гвардии сержант               | 19.12.1904 — 02.02.1957                      | [ БС 32 ] [ ГС 115 ] [ НЛ 107 ] |
| 699   | Соболев Семён Григорьевич                                               | 03.06.1944            | артиллерия | командир миномётной роты 214-го гвардейского стрелкового полка 73-й гвардейской стрелковой дивизии 57-й армии 3-го Украинского фронта | гвардии старший лейтенант     | 02.02.1920 — 13.04.1944                      | [ БС 33 ] [ ГС 116 ] [ НЛ 108 ] |
| 700   | Соболевский Александр Петрович                                          | 03.02.1940            | медики     | исполняющий обязанности судового врача ледокольного парохода «Георгий Седов» | —                             | 30.08.1905 — 12.01.1988                      | ——                              |
| 701   | Соболевский Анатолий Фёдорович                                          | 22.02.1944            | пехота     | командир роты 184-го гвардейского стрелкового полка 62-й гвардейской стрелковой дивизии 37-й армии Степного фронта | гвардии старший лейтенант     | 25.04.1923 — 29.03.2003                      | [ БС 33 ] [ ГС 118 ] [ НЛ 109 ] |

| Навигационная таблица | Навигационная таблица                 |
| --------------------- | ------------------------------------- |
| «С»                   | Сабанов Григорий — Самсонов Владимир  |
| «С»                   | Самсонов Иван — Севрюков Алексей      |
| «С»                   | Севрюков Леонид — Сергиенков Дмитрий  |
| «С»                   | Сергов Алексей — Силантьев Николай    |
| «С»                   | Силин Николай — Скрылёв Алексей       |
| «С»                   | Скрылёв Виктор — Соболевский Анатолий |
| «С»                   | Собянин Гавриил — Сорокин Сергей      |
| «С»                   | Сорокин Фёдор — Степин Кузьма         |
| «С»                   | Степовой Арсентий — Сулин Семён       |
| «С»                   | Султанов Барый — Сябро Николай        |